# 身延町立身延中学校

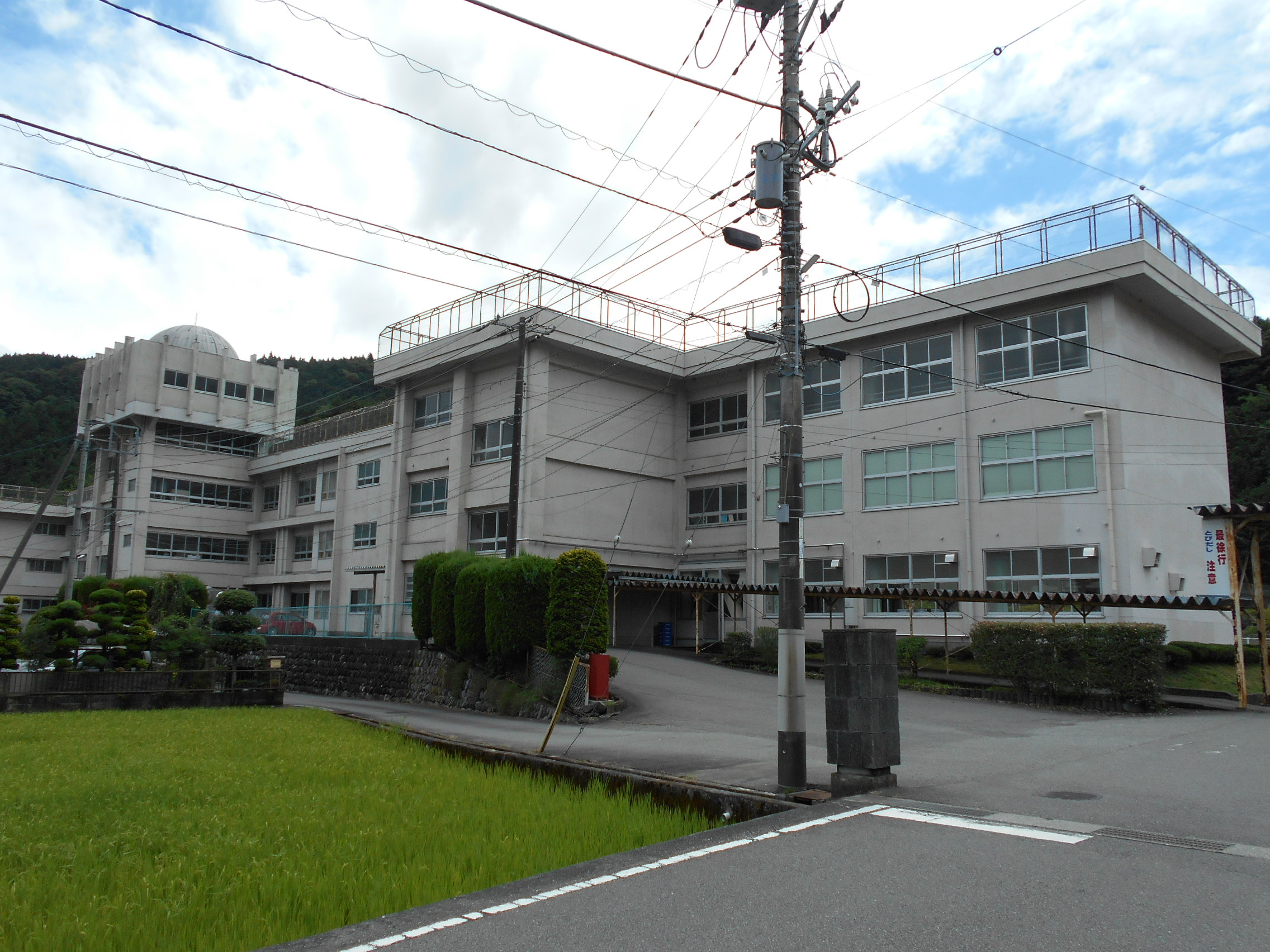
2024年3月まで梅平地区にあった校舎

身延町立身延中学校（みのぶちょうりつ みのぶちゅうがっこう）は、山梨県身延町下山9667番地にある公立中学校。

## 概要
身延町のほぼ中心である下山に所在。国道52号の東側、身延町立下山小学校の南側に位置している。現在の身延中学校は3代目であり、2024年3月まで梅平にあった2代目の身延中学校を使用していた（但し番地の変更等が行われている）。旧身延町域を学区としていた二代目身延中の学区以外の地域からはスクールバスを運行して通学に対応している（後述）。2024年4月より下山地区の新校舎で授業を行なっている。

## 沿革
（初代）身延町立身延中学校
- 1947年（昭和22年）4月 - 学制改革実施に伴い身延国民学校が廃止され、新たに身延町立身延中学校が設置される。当初は身延町立身延小学校の校舎を間借りしていた。
- 1949年（昭和24年）1月28日 - 失火により校舎全焼。その後は山梨県立身延第二高等学校（1950年（昭和25年）に身延高等学校と統合）の校舎を間借りすることになる。
- 1954年（昭和29年）9月 - プール竣工。
- 1955年（昭和30年）9月 - 校旗、校歌制定。
- 1961年（昭和36年）12月 - 体育館竣工。
- 1962年（昭和37年）2月 - 学校給食開始。

身延町立豊岡中学校
- 1947年（昭和22年）4月 - 学制改革実施に伴い豊岡村立豊岡中学校が設置される。当初は豊岡村立豊岡小学校の校舎を間借りしていた。
- 1950年（昭和25年）9月 - 校舎が竣工し、移転。
- 1955年（昭和30年）2月 - 町村合併により、身延町立豊岡中学校となる。
- 1965年（昭和40年）9月 - 体育館竣工。

身延町立大河内中学校
- 1947年（昭和22年）4月 - 学制改革実施に伴い大河内村立大河内中学校が設置される。当初は大河内村立帯金小学校および大河内村立大和小学校の校舎を間借りしていた。
- 1951年（昭和26年）7月 - 校舎竣工し移転。なお、竣工した7月11日を「創立記念日」としていた。
- 1955年（昭和30年）2月 - 町村合併により、身延町立大河内中学校となる。
- 1961年（昭和36年）12月 - 体育館完成。
- 1963年（昭和37年）2月 - 学校給食開始。
- 1964年（昭和39年）8月 - プール竣工。
- 1969年（昭和44年）9月 - 体育館竣工。

（二代目）身延町立身延中学校
- 1970年（昭和45年）5月 - （旧）身延町立身延中学校、身延町立豊岡中学校、身延町立大河内中学校が合併し、身延町立身延中学校が誕生。梅平へ移転。なお、合併前に入学した生徒はこれまでの校舎を使用。
- 1972年（昭和47年）4月 - 全学年が梅平の校舎で授業を受ける。
- 1972年（昭和47年）10月 - 校旗制定。
- 1973年（昭和48年）7月 - プール竣工。
- 1984年（昭和59年）4月 - 体育館が竣工。
- 1989年（平成元年）6月 - この年より夏季期間に校舎の改修を開始。
- 1991年（平成3年）9月 - 新校舎竣工。
- 2011年（平成23年）4月 - 下山地区にあった身延町立下山中学校廃校に伴い同月より学区拡大。なお、統合ではないため（二代目）身延町立身延中学校として存続。
- 2016年（平成28年）3月19日 - 旧下部町の身延町立久那土中学校および身延町立下部中学校、旧中富町域の身延町立中富中学校と統合により、（二代目）身延町立身延中学校の閉校式典が行われる。

（現）身延町立身延中学校
- 2016年（平成28年）4月8日 -  三代目となる身延町立身延中学校が開校。身延町の中学校は1校体制となる[1]。
- 2019年（平成31年）4月 - 南部町立南部中学校と共に、身延高との連携型中高一貫教育を開始[2]。
- 2022年（令和4年）3月 - 校舎の老朽化と通学環境格差解消のため下山地区に新校舎を建設し、移転することが決定[3]。
- 2024年（令和6年）3月 - 新校舎が竣工し、移転完了。

## アクセス
- JR身延線波高島駅より徒歩28分。

### スクールバス
以下のルートで通学用のスクールバスを運行している。身延高校のスクールパスと異なり身延中学校へ通学する生徒専用で、一般利用は不可。
2016年4月から2024年3月まで
- 西島線：身延中学校－下山－飯富－原（八日市場）－切石－手打沢－西嶋
- 原線：身延中学校－下山－飯富－原（八日市場）
- 久那土線：身延中学校－下山－飯富－原（八日市場）－切石－手打沢－久那土
- 下山線：身延中学校－下山－曙
- 下部線：身延中学校－帯金－波高島－下部温泉－常葉－市ノ瀬－古関

2024年4月以降
- 下部線：身延中学校－下部温泉駅－甲斐常葉駅－市ノ瀬駅－古関
- 久那土線：身延中学校－原（八日市場）－切石－手打沢－久那土
- 静川線：身延中学校－役場前－寺沢
- 宮木線（タクシー運行）：身延中学校－宮木
- 身延線
  - 身延中学校－身延高校－身延山
  - 身延中学校－相又団地広場－門野
  - 身延中学校－身延駅－和田
  - 身延中学校－塩之沢駅－丸滝－上大島